# Липовое (Пятихатский район)
Липовое (укр. Липове) — село,
Беленщинский сельский совет,
Пятихатский район,
Днепропетровская область,
Украина.
Код КОАТУУ — 1224580504. Население по переписи 2001 года составляло 188 человек .

## Географическое положение
Село Липовое находится в 1,5 км от села Катериновка.